# خوزه آلوارادو (بازیکن بسکتبال)
خوزه آلوارادو (انگلیسی: Jose Alvarado؛ زادهٔ ۱۲ آوریل ۱۹۹۸) بازیکن بسکتبال اهل ایالات متحده آمریکا است.